# Brunn (Zweinitz)
Brunn (Zweinitz) je naselje v Občini Weitensfeld im Gurktal v Okraju Šentvid ob Glini na Koroškem v Avstriji.